# HMS Raglan
HMS Raglan – brytyjski monitor z okresu I wojny światowej, jeden z czterech okrętów typu Abercrombie. Zwodowany 29 kwietnia 1915 roku w stoczni Harland and Wolff w Govan, został wcielony do służby w Royal Navy 24 czerwca 1915 roku. Początkowo miał otrzymać imię na cześć amerykańskiego generała Roberta E. Lee, jednak ostatecznie nazwano go na cześć XIX-wiecznego brytyjskiego marszałka polnego lorda Raglana. Okręt miał wyporność 6150 ton i osiągał prędkość 6,5 węzła, a jego główne uzbrojenie stanowiły dwa działa kalibru 356 mm produkcji amerykańskiej, uzupełniane przez artylerię mniejszego kalibru.
Okręt wziął czynny udział w działaniach wojennych na Morzu Śródziemnym, uczestnicząc m.in. w kampanii dardanelskiej. HMS „Raglan” został zatopiony 20 stycznia 1918 roku w bitwie koło Imroz przez osmańskie krążowniki „Yavuz Sultan Selim” i „Midilli”.

## Historia powstania
Wojna światowa, która wybuchła w sierpniu 1914 roku, unaoczniła nieprzygotowanie do walki niemal wszystkich uczestniczących w niej flot, w tym Royal Navy. Gdy 30 października po raz drugi w swym życiu Pierwszym Lordem Morskim został John Arbuthnot Fisher, z właściwą sobie energią zaczął realizować nowe koncepcje strategiczne, zakładające m.in. plan przeprowadzenia desantu na niemieckim wybrzeżu Bałtyku siłami armii rosyjskiej wspartej przez flotę brytyjską, co wiązało się z forsowaniem przez Royal Navy Cieśnin Duńskich. Planowane działania wymagały posiadania okrętów artyleryjskich o dużej sile ognia, mogących wspomóc lądowanie sił desantowych, oraz niewielkim zanurzeniu, pozwalającym na działania na wodach przybrzeżnych. W rezultacie projektanci rozpoczęli prace nad wielkimi krążownikami typu Courageous oraz mniejszymi, znacznie prostszymi okrętami dysponującymi silniejszym uzbrojeniem od kanonierek – monitorami. Zadaniem tych ostatnich miało być także uczestnictwo w operacji zaplanowanej przez Pierwszego Lorda Admiralicji Winstona Churchilla, która zakładała zdobycie cieśnin tureckich, co umożliwić miało transport zaopatrzenia do Rosji przez Morze Czarne. Wobec stabilizacji frontu zachodniego, opartego na północy o wybrzeże kanału La Manche, nowo projektowane monitory potrzebne były jako okręty wspierające obronę wojsk Ententy, mające zastąpić zbyt narażone na uszkodzenie lub nawet utratę okręty liniowe. Innym pomysłem na ich użycie było wsparcie sił mających zdobyć wyspę Borkum.
3 listopada 1914 roku wizytę w Wielkiej Brytanii złożył Charles M. Schwab, prezes koncernu Bethlehem Steel, spotykając się m.in. z Fisherem i Churchillem. Poza zawarciem kontraktu na budowę w neutralnych wówczas Stanach Zjednoczonych 20 okrętów podwodnych dla Royal Navy, Schwab zaoferował Admiralicji nabycie czterech niemal ukończonych wież artyleryjskich z armatami kalibru 356 mm (14 cali), zamówionych przez Grecję dla budowanego w Niemczech pancernika „Salamis”. 10 listopada Brytyjczycy przyjęli ofertę i zakupili osiem dział, cztery podwójne łoża, cztery opancerzone wieże, dwa zestawy opancerzonych barbet i po 500 sztuk pocisków i ładunków miotających na lufę, z zamiarem wykorzystania na mających dopiero powstać monitorach, nazwanych wstępnie typem Styx.

## Projekt i budowa
Trzeci Lord Morski, kontradmirał F.C.T. Tudor zlecił szefowi Departamentu Budowy Okrętów (ang. Department of the Director of Naval Construction), którym był Eustace Tennyson d’Eyncourt, skonstruowanie opancerzonego okrętu artyleryjskiego o zanurzeniu nieprzekraczającym 3,05 metra, o maksymalnej ochronie przed torpedami i minami, osiągającego prędkość 10 węzłów i uzbrojonego w amerykańską wieżę z dwoma armatami kalibru 356 mm. Już 6 listopada powstał wstępny projekt okrętu o wyporności około 6000 ton, stworzony przez A.M. Worthingtona, a trzy dni później jego dopracowaniem zajął się Charles S. Lillicrap. Ważnym elementem ochrony przeciwpodwodnej były tzw. „bąble” przeciwtorpedowe, zwiększające szerokość o 4,58 metra z każdej burty, aczkolwiek zastosowanie tych elementów nie tylko zmniejszało prędkość i manewrowość, ale też powodowało problemy z budową jednostek tego typu (odpowiednia infrastruktura stoczniowa) czy ich późniejszym dokowaniem. 17 listopada były gotowe linie teoretyczne kadłuba, na podstawie których w ośrodku Admiralty Experiment Works w Haslar koło Portsmouth powstał model, przeznaczony do prób przeprowadzonych w basenie testowym. Badania modelu wykazały, że zakładana moc siłowni (2000 KM) nie zapewni osiągnięcia prędkości 10 węzłów, wskazywano też na potrzebę zmiany kształtu kadłuba, lecz jako że stocznia już rozpoczęła prace nad budową prototypowej jednostki, proponowane zmiany zostały odrzucone.
Monitor zbudowany został w stoczni Harland and Wolff w Govan, budującej do tej pory krążowniki i niszczyciele, pod numerem stoczniowym 476. Stępkę okrętu położono 1 grudnia 1914 roku, a jego kadłub zwodowany został 29 kwietnia 1915 roku. W lutym 1915 roku do stoczni dotarły przewiezione z USA działa głównego kalibru i rozmontowane wieże, które zostały złożone w zakładach Coventry Ordnance Works.
Początkowo, w lutym 1915 roku jednostce nadano oznaczenie alfanumeryczne M3, po czym w tym samym miesiącu otrzymał nazwę „Robert E. Lee”, na cześć amerykańskiego generała Roberta E. Lee. Władze USA wystosowały jednak protest, powołując się na swą neutralność, więc 31 maja monitor powrócił do pierwotnego oznaczenia M3. 19 czerwca za aprobatą króla Jerzego V okręt nazwano „Lord Raglan”, na cześć XIX-wiecznego brytyjskiego marszałka polnego lorda Raglana. Cztery dni później, 23 czerwca nazwę skrócono do „Raglan”.
Koszt powstania okrętu wyniósł około 550 000 £, na co składało się 215 000 £ na budowę i wyposażenie jednostki w stoczni i 335 000 £ na importowane uzbrojenie wraz z amunicją.
3 czerwca 1915 roku dowództwo jednostki objął komandor (ang. Captain) C.D.S. Raikes.

## Konstrukcja

### Charakterystyka ogólna
HMS „Raglan” był monitorem o wysokim, płaskim kadłubie o masie 2091 ton, wewnątrz którego znajdowały się trzy ciągłe pokłady: górny, główny i ładowni. Na osiągającym ¾ długości kadłuba płaskim pokładzie dziobowym znajdowały się opancerzone stanowisko dowodzenia, wieża artyleryjska, trójnożny maszt oraz pojedynczy komin. Umiejscowienie stanowiska dowodzenia przed wieżą artyleryjską okazało się niefortunne, więc przeniesiono je na platformę reflektora bojowego umieszczoną w połowie wysokości masztu, co jednak spowodowało jego zadymianie. Podczas pierwszego remontu podwyższono więc komin o 3,66 metra (12 stóp), by rozwiązać ten problem. Górny pokład był częściowo otwarty z obu burt i znajdowały się na nim m.in. kuchnie i toalety; pozostałe dwa pokłady mieściły maszynownię, kotłownię wraz z mechanizmami pomocniczymi, zasobnie węglowe, komory amunicyjne, magazyny i pomieszczenia mieszkalne. Integralną częścią kadłuba, zastosowaną po raz pierwszy na brytyjskich okrętach, były umieszczone na poziomie pokładu ładowni „bąble” przeciwtorpedowe o szerokości 4,58 metra każdy, składające się z dwóch części oddzielonych grodzią o grubości 38 mm (1,5 cala): wodoszczelnej zewnętrznej o szerokości 2,05 metra oraz otwartej wewnętrznej wypełnionej wodą morską, wpływającą przez otwory w poszyciu, o szerokości 1,53 metra. Na zewnątrz „bąbla” zamocowana była linka stalowa, mająca chronić dno kadłuba przed kontaktem z minami kotwicznymi.
Okręt miał długość całkowitą wynoszącą 102 metry (97,54 metra między pionami), szerokość całkowitą 27,5 metra (z „bąblami”; szerokość samego kadłuba wynosiła 18,29 metra) i zanurzenie 3,05 metra. Wyporność pełna wynosiła 6150 długich ton), a lekka 5300 ts.
Załoga okrętu składała się początkowo z 198 osób – 12 oficerów oraz 186 podoficerów i marynarzy. Kabiny oficerskie znajdowały się na pokładzie głównym w części rufowej, a pomieszczenia dla podoficerów i marynarzy na tym samym poziomie na śródokręciu i dziobie. Były to duże, wieloosobowe kubryki przeznaczone jednocześnie do spania, spożywania posiłków i rekreacji, w których każdy członek załogi miał swój hamak, miejsce do siedzenia i szafkę na rzeczy osobiste; ogrzewane były piecykami węglowymi i miały wentylację mechaniczną. Instalacja dodatkowego uzbrojenia podczas wojny spowodowała wzrost liczebności załogi do 208 osób.

### Urządzenia napędowe
Siłownię jednostki stanowiły dwie czterocylindrowe maszyny parowe potrójnego rozprężania o łącznej mocy 2310 KM przy 200 obr./min, wyprodukowane w zakładach McKie & Baxter, do których parę dostarczały dwa kotły wodnorurkowe Babcock & Wilcox o ciśnieniu roboczym 14 kG/cm², opalane węglem. Maszyny parowe miały cylindry o średnicy 381 mm (15 cali), 635 mm (25 cali) i dwa po 762 mm (30 cali), a skok tłoków wynosił 610 mm (24 cale). Okręt napędzały dwie trójłopatowe śruby o średnicy 2,29 metra każda i skoku 2,59 metra; miał dwa równoległe stery. Maksymalna prędkość okrętu wynosiła 6,5 węzła. Normalny zapas węgla wynosił 200 ton, a maksymalny 380 ton; pozwalało to osiągnąć zasięg wynoszący 1340 Mm przy prędkości 6 węzłów. Zużycie paliwa wynosiło około 40 ton węgla i 5–9 ton wody kotłowej na dobę (podczas prób okręt spalał 2,25 funta węgla na godzinę pracy na 1 KM, co w przeliczeniu dawało 48 ton na dobę). Masa układu napędowego z zapasem wody kotłowej wynosiła 376 ton.
Energię elektryczną wytwarzały dwa generatory elektryczne o mocy po 200 kW, napędzane głównymi silnikami parowymi zużywającymi moc 300 KM na każdy generator.

### Uzbrojenie i jego modyfikacje
Główną bronią artyleryjską monitora były dwa działa kalibru 356 mm BL Mark II L/45 produkcji zakładów Bethlehem Steel, umieszczone w obrotowej pancernej wieży. Działa miały stanowić uzbrojenie budowanego na greckie zamówienie w Niemczech drednota „Salamis”, a w US Navy wyposażone w nie były pancerniki typów New York, Nevada i Pennsylvania. Lufa miała długość 16,32 metra (45 kalibrów), w tym część gwintowana 15,82 metra. Masa lufy z zamkiem wynosiła 63,1 tony, a cała wieża z pancerzem i wyposażeniem ważyła 620 ton. Elektrycznie napędzana wieża mogła się obracać w zakresie od 0° do 150° na każdą burtę z prędkością 100° na minutę, a kąt podniesienia lufy wynosił od -1° do +15°, regulowany z prędkością 4° na sekundę. Działa wykorzystywały amunicję rozdzielnego ładowania: pociski odłamkowo-burzące (HE) 4 c.r.h. o masie 615 kg, wystrzeliwane przy pomocy ładunku miotającego N.C.T. o masie 106 kg, który składał się z rurek z nitrocelulozy w jedwabnych woreczkach. Maksymalna donośność wystrzeliwanego z prędkością początkową 762 m/s pocisku wynosiła 18 200 metrów, a szybkostrzelność 1–2 strzały na minutę. Łączny zapas amunicji bojowej kalibru 356 mm wynosił 240 sztuk (na okrętach przewożono również 30 pocisków ćwiczebnych). Pociski i ładunki miotające znajdowały się w położonych na pokładzie ładowni komorach amunicyjnych, poniżej wodnicy; pociski były przechowywane w pozycji pionowej. Ogień dział artylerii głównej był kierowany za pomocą dalmierza, zainstalowanego na maszcie głównym.
W 1916 roku na rufowym końcu pokładu dziobowego zamontowano pojedyncze działo kalibru 152 mm (6 cali) BL Mark XII L/45, pochodzące z zatopionego monitora HMS M30.
Na pokładzie górnym, pod pokładem dziobowym, zamontowano po obu stronach burt dwa pojedyncze działa kalibru 76,2 mm QF 12-pounder 18 cwt Mark I L/50 . Długość lufy o żywotności 1200 wystrzałów wynosiła 3,81 metra (50 kalibrów), a masa działa 914,4 kg. Działa wystrzeliwały pociski 2 c.r.h. HE o masie 5,63 kg za pomocą ładunku kordytu MD o masie 1,23 kg. Maksymalna donośność wystrzeliwanego z prędkością początkową 792 m/s pocisku wynosiła 8460 metrów, a szybkostrzelność 15 strzałów na minutę. Łączny zapas amunicji kalibru 76,2 mm wynosił 400 sztuk. W latach 1915–1916 działa kalibru 76,2 mm zostały przeniesione na pokład dziobowy i osadzone na podstawach typu HA, dzięki którym mogły prowadzić ogień do celów powietrznych.
Broń przeciwlotniczą stanowiły dwa pojedyncze działa kalibru 47 i 40 mm, umieszczone odpowiednio po prawej i lewej stronie na końcu pokładu dziobowego. Działo kalibru 47 mm 3-pdr QF Mark I L/50, zamontowane na łożu HA Mark III, miało lufę o długości 2,35 metra (50 kalibrów) i masę 305 kg, a kąt podniesienia lufy wynosił od -5° do +80°. Działo wystrzeliwało pociski HE o masie 1,5 kg za pomocą ładunku kordytu o masie 0,38 kg. Maksymalna donośność pozioma wystrzeliwanego z prędkością początkową 784 m/s pocisku wynosiła 5120 metrów (pionowa 4570 metrów), a szybkostrzelność do 25 strzałów na minutę. Zapas amunicji kalibru 47 mm wynosił 500 sztuk. Działo automatyczne kalibru 40 mm 2-pdr Vickers QF Mark II L/39 miało lufę o długości 1,57 metra (39 kalibrów) i masę 239 kg. Masa pocisku wynosiła 0,91 kg, a ładunek kordytu ważył 93 g. Szybkostrzelność wynosiła 200 strzałów na minutę, a donośność przy kącie podniesienia lufy 45° 6310 metrów. Zapas amunicji kalibru 40 mm wynosił 1000 sztuk.
Uzbrojenie uzupełniały cztery pojedyncze karabiny maszynowe Maxim kalibru 7,7 mm, o szybkostrzelności teoretycznej 450 strzałów na minutę i łącznym zapasie amunicji 20 000 sztuk, nominalnie zamontowane na górnym pokładzie, które jednak mogły zostać użyte na okrętowych łodziach. Łączna masa uzbrojenia wraz z amunicją wynosiła 845 ton.

### Opancerzenie
Głównym elementem opancerzenia okrętu był znajdujący się wewnątrz kadłuba, wykonany ze stali Kruppa skośny pas burtowy o grubości 102 mm (4 cale) i szerokości 3,66 metra, rozciągający się od wodnicy do pokładu górnego, zamknięty na obu końcach poprzecznymi grodziami o grubości również 102 mm. Stworzona w ten sposób pancerna cytadela chroniła pomieszczenia siłowni, trzon wieży artyleryjskiej oraz komory amunicyjne. Przedłużeniem skosu był wykonany ze stali Kruppa pionowy pancerz na wysokości „bąbla” przeciwtorpedowego, także o grubości 102 mm. Pokład dziobowy miał grubość 25 mm (1 cal), pokład górny na śródokręciu 51 mm (2 cale), a pokład główny na dziobie i rufie miał grubość 25 mm (wszystkie wykonane ze stali HT). Maszyna sterowa chroniona był pancerzem o grubości 38 mm (1,5 cala). Stanowisko dowodzenia chronione było pancerzem o grubości 152 mm (6 cali) z boku i 63,5 mm (2,5 cala) z góry, a umieszczone na maszcie stanowisko kierowania ogniem miało ściany boczne i podest o grubości 25 mm. Wieże dział głównego kalibru opancerzone były od czoła płytami o grubości 254 mm (10 cali), ściany boczne i tylna miały grubość 178 mm (7 cali), a dach miał grubość 102 mm. Barbeta miała pancerz grubości 203 mm na odcinku od wieży do pokładu górnego, a poniżej jej grubość spadała do 51 mm. Łączna masa opancerzenia jednostki wynosiła 1852 tony, co stanowiło około 30% całkowitej jej masy.

### Wyposażenie
Jako środki ratownicze i komunikacyjne okręt miał na wyposażeniu dwa kutry i łódź motorową (wszystkie o długości 9,2 metra), zawieszone na żurawikach w rufowej części pokładu górnego, a także umieszczony na pokładzie dziobowym bączek o długości 4,9 metra i cztery tratwy ratunkowe Carley. W przeciwieństwie do trzech siostrzanych jednostek, okręt nie był przystosowany do przenoszenia wodnosamolotu pokładowego do korygowania ognia artyleryjskiego, który jednak później na krótki czas znalazł się na jego pokładzie.

## Służba

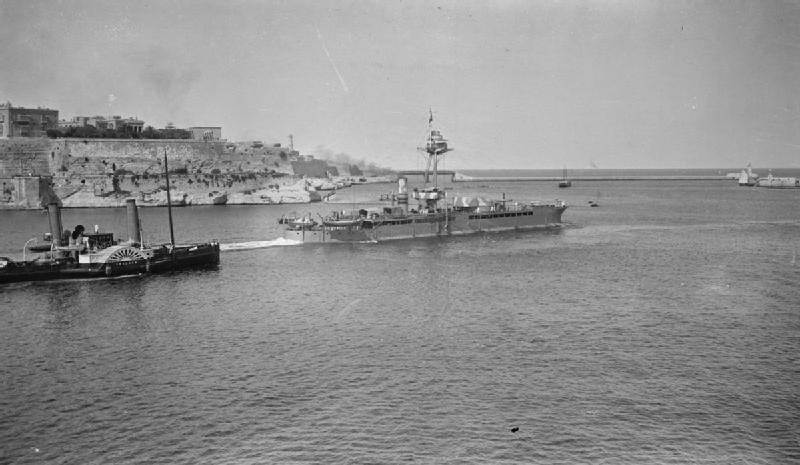
HMS „Raglan” na Malcie

Okręt został przyjęty do służby w Royal Navy 24 czerwca 1915 roku, już pod ostateczną nazwą HMS „Raglan”. Dzięki najmocniejszej ze wszystkich jednostek typu Abercrombie siłowni okręt osiągnął na próbach prędkość 7,64 węzła.

### Kampania dardanelska
7 czerwca Pierwszy Lord Admiralicji Arthur Balfour podjął decyzję o wysłaniu 15 monitorów, w tym wszystkich czterech typu Abercrombie na Morze Śródziemne, w celu wsparcia kampanii dardanelskiej. Po dokonaniu w kwietniu 1915 roku lądowania na Półwyspie Gallipoli, walczące na lądzie oddziały wymagały artyleryjskiego wsparcia ze strony okrętów, jednak po utracie jednego francuskiego („Bouvet”) i trzech brytyjskich pancerników („Irresistible”, „Ocean” i „Goliath”) postanowiono skierować do tego zadania mniej wartościowe jednostki.
28 czerwca monitor wyszedł z Pembroke w liczący około 3000 Mm rejs w rejon cieśnin tureckich, w towarzystwie krążownika HMS „Diana”, który w celu zwiększenia tempa płynięcia kilkakrotnie brał na hol monitor. Zatrzymując się po drodze w Gibraltarze i na Malcie, 22 lipca oba okręty dotarły do głównej bazy alianckiej floty na Morzu Egejskim – Mudros. W dniach 6–7 sierpnia „Raglan” został przydzielony do zespołu okrętów wspierających desant w zatoce Suvla, w skład którego wchodziły m.in. siostrzane monitory „Abercrombie” i „Havelock”. Zadaniem „Raglana” i „Abercrombie” był ostrzał wsi Krythia i wzgórza Achi Baba, gdzie przebywały spore siły wojsk osmańskich; podczas ostrzału jeden z pocisków wystrzelonych przez monitor uderzył w grupę żołnierzy brytyjskich, zabijając jedną i raniąc trzy osoby. Podczas walk w zatoce Suvla trzy monitory wystrzeliły łącznie 138 pocisków odłamkowo-burzących kalibru 356 mm, a ich ostrzał był korygowany przez wodnosamoloty pokładowe i operujące z lądu samoloty Royal Naval Air Service. W tym celu we wrześniu na pokładzie HMS „Raglan” zaokrętowano wodnosamolot Short Type 166. Duże zużycie importowanej amunicji zmusiło jednak dowództwo do ograniczenia częstotliwości prowadzenia ostrzału przez jednostki typu Abercrombie do 10 pocisków na tydzień. W tym miesiącu wszystkie monitory typu Abercrombie weszły w skład I dywizjonu Eskadry Specjalnej.
W związku z przystąpieniem 14 października 1915 roku Bułgarii do wojny po stronie państw centralnych, 14 listopada okręt został na miesiąc przebazowany do Salonik, jednak nie podjął żadnych działań bojowych. W grudniu alianci podjęli decyzję o wycofaniu wojsk z Gallipoli, a monitory I dywizjonu miały stanowić osłonę operacji ewakuacji znajdujących się na plażach 130 000 żołnierzy. Najpierw monitory odpierały kontrataki wojsk osmańskich podczas ewakuacji sił alianckich z tzw. zatoki Anzac i zatoki Suvla, zakończonej w nocy z 19 na 20 grudnia bez strat ludzkich (17 grudnia „Raglan” został sześciokrotnie trafiony pociskami, które jednak nie spowodowały poważniejszych uszkodzeń), a na początku stycznia 1916 roku osłaniały operację ewakuacyjną ponad 37 000 żołnierzy zgromadzonych na Przylądku Helles (zakończyła się ona w nocy z 8 na 9 stycznia).

### Dalsza służba na Morzu Śródziemnym

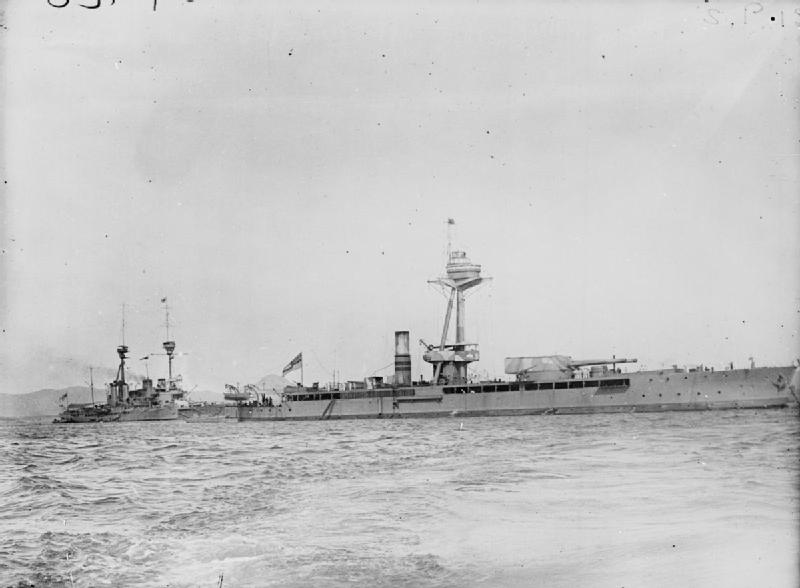
HMS „Raglan” (po prawej) i HMS Lord Nelson (1906)

Po ewakuacji wojsk alianckich z Dardaneli, w styczniu 1916 roku „Raglan” i „Havelock” ostrzelały linię kolejową łączącą Saloniki z Konstantynopolem. Następnie w wyniku decyzji Admiralicji do Wielkiej Brytanii odesłano dwa monitory typu Abercrombie – „Havelock” i „Roberts”, a „Raglan” i „Abercrombie” pozostały na Morzu Śródziemnym. Oba okręty zostały włączone do Eskadry Egejskiej, która miała za zadanie dozorowanie wyjścia z cieśnin tureckich, zabezpieczenie zajętych wysp greckich u wybrzeży Azji Mniejszej oraz wsparcie artyleryjskie wojsk na froncie salonickim. W lutym i marcu „Raglan” został przydzielony do zespołu okrętów blokującego Izmir i zachodnie wybrzeże Imperium Osmańskiego, a w kwietniu wspierał ogniem swej artylerii operacje aliantów na froncie salonickim, ostrzeliwując m.in. cele na bułgarskim brzegu Morza Egejskiego. 22 maja nowym dowódcą okrętu został mianowany kmdr por. (ang. Commander) wicehrabia Broome. W maju okręt udał się na Maltę, gdzie podczas remontu stoczniowego na pokładzie rufowym zamontowano pojedyncze działo kalibru 152 mm. W październiku „Raglan” udał się pod Imroz (gdzie zmienił „Abercrombie” dozorującego wejście do cieśnin tureckich). W grudniu przeszedł pod Stavros, a następnie powrócił w rejon Dardaneli, gdzie przebywał do połowy 1917 roku.
20 maja 1917 roku monitory „Raglan”, HMS M19, HMS M28, HMS M29, HMS M32 i HMS M33 wzięły udział w ostrzale zajętego przez wojska bułgarskie portu Kawala. We wrześniu okręt przeszedł do Port Saidu, by wejść w skład sił brytyjskich szykujących się do podjęcia ofensywy przeciwko wojskom osmańskim stacjonującym na półwyspie Synaj i w południowej części Palestyny. Na monitorze zaokrętowany został wodnosamolot Short Type 184 z transportowca wodnosamolotów HMS „City of Oxford”, który został umieszczony na dachu wieży dział kalibru 356 mm. Następnie „Raglan” przepłynął na położone w odległości 9 Mm od Gazy kotwicowisko Deir el Balah, a do akcji wszedł 30 października, kiedy to rozpoczął ostrzał stacji kolejowej w Deir Seneid. Trwające tydzień wsparcie artyleryjskie przyniosło efekt w postaci zniszczenia składu amunicji i uszkodzenia mostu oraz drogi. Po zdobyciu Gazy w dniu 7 listopada, monitor udał się pod Askalon, lecz wkrótce w wyniku szybkich postępów natarcia wojsk brytyjskich linia frontu znalazła się poza zasięgiem dział jednostki. Okręt przeszedł do Port Saidu, a następnie, po kilkutygodniowym postoju, 26 grudnia powrócił pod Imroz, gdzie wraz z monitorem HMS M28 i czterema niszczycielami wszedł w skład II Wydzielonego Dywizjonu, prowadząc dozór wejścia do Dardaneli. Z powodu ostrzału ze strony baterii nadbrzeżnych i zmiennej pogody jednostka krążyła między kotwicowiskami Aliki, Kephalo i Kusu.

### Bitwa koło Imroz i utrata okrętu
Wczesnym rankiem 20 stycznia 1918 roku zespół floty osmańskiej w składzie: krążownik liniowy „Yavuz Sultan Selim” i krążownik lekki „Midilli” wyszedł z Dardaneli, celem przeprowadzenia rajdu przeciwko alianckim liniom zaopatrzeniowym i ewentualnego zniszczenia okrętów blokujących wyjście z cieśnin tureckich. Osmańskie okręty udały się w kierunku Imroz: nie stwierdziwszy obecności wroga na położonym na południowym wybrzeżu wyspy kotwicowisku Aliki, zaczęły płynąć kursem północno-wschodnim, niszcząc radiostację w Kephalo i docierając do kotwicowiska Kusu, gdzie przebywały siły II Wydzielonego Dywizjonu. Wrogie jednostki zostały zauważone przez załogę niszczyciela HMS „Lizard”, który ostrzegł pozostałe jednostki i przeprowadził nieskuteczny atak torpedowy. Radiostacja „Raglana” nadała informację o ataku, który został odebrany na pokładzie stacjonującego w Mudros przeddrednota HMS „Agamemnon”, po czym załoga okrętu rozpoczęła rozpalanie kotłów i obsadzanie stanowisk artyleryjskich.
Szykujący się do walki HMS „Raglan” stał się celem dział kalibru 150 mm odległego o około 10 000 jardów (9144 metry) krążownika „Midilli”: pierwsza salwa była za krótka o 1000 jardów, druga o 500, a trzecia za długa o 400 jardów. Monitor również otworzył ogień do napastnika, najpierw z armaty kalibru 152 mm, a następnie z jednego z dział artylerii głównej. Dryftery pośpiesznie rozpoczęły stawianie zasłony dymnej, jednak silny ogień przeciwnika uniemożliwił wykonanie tego zadania; w kierunku osmańskiego krążownika lekkiego zaczął również strzelać z działa kalibru 234 mm HMS M28, jednak obie brytyjskie jednostki nie uzyskały trafień. Pocisk z czwartej salwy „Midilli” trafił w umieszczone na maszcie stanowisko kierowania ogniem „Raglana”, zabijając jego obsługę wraz z oficerem artylerii oraz raniąc dowódcę okrętu, kmdra por. Broome. Osmański okręt przeszedł na ogień ciągły, co zaowocowało kolejnymi trafieniami, które zniszczyły lewoburtową maszynę parową, komorę amunicyjną działa kalibru 152 mm oraz sieć łączności i instalację oświetleniową. Do ostrzału „Raglana” z artylerii ciężkiej i średniej włączył się też „Yavuz Sultan Selim”, a wystrzelony przez niego pocisk kalibru 280 mm przebił barbetę wieży dział kalibru 356 mm, powodując pożar ładunków miotających. Choć nie doszło do eksplozji komory amunicyjnej, zginęła część załogi wieży; zakładając, że dowódca monitora nie żyje, jego zastępca wydał rozkaz opuszczenia okrętu. Jednostka otrzymała jeszcze kilka trafień w część dziobową, które spowodowały wybuch komory amunicyjnej dział kalibru 76 mm, a po zalaniu komór amunicyjnych dział artylerii głównej zatonęła o godzinie 8:15 i osiadła na równej stępce na dnie (które znajdowało się na głębokości 12,2 metra). Na pokładzie śmierć poniosło 127 osób, a 93 zostały uratowane.
31 stycznia 1918 roku na przeddrednocie HMS „Lord Nelson” odbył się sąd wojenny, który wydał werdykt uniewinniający dowódcę za utratę okrętu, jako przyczynę uznając zaskoczenie sił brytyjskich i przewagę ogniową nieprzyjaciela. Brytyjczycy z pokładu zatopionej na płytkich wodach jednostki odzyskali później uzbrojenie i wartościowe wyposażenie.